# Esprit Fléchier
Valentin Esprit Fléchier (Pernes-les-Fontaines, 10 giugno 1632 – Nîmes, 16 febbraio 1710) è stato un vescovo cattolico francese.
Fu uno dei maggiori oratori e predicatori francesi del XVII secolo.

## Biografia
Rimasto orfano in tenera età, studiò nel Collegio della Dottrina cristiana divenendo membro della Congregazione nel 1648. Scoprì la vocazione di predicatore facendo l'elogio funebre dell'arcivescovo di Narbonne, poi lasciò il Mezzogiorno della Francia per cercare fortuna a Parigi. Fattosi catechista, scrisse poesie in latino e in francese e divenne precettore di Louis Urbain Lefèbvre de Caumartin.
Legatosi al duca de Montausier, governatore del Delfino, questi lo fece nominare lettore del suo allievo. Fléchier pronunciò allora parecchie orazioni funebri che gli permisero di farsi notare e gli valsero l'elezione all'Académie française nel 1672. L'orazione pronunciata in onore di Turenne nel 1676 suscitò l'attenzione benevola della corte e di Luigi XIV, che gli assegnò l'abbazia di Saint-Séverin, nominandolo anche cappellano del Delfino. Nel 1682 divenne vescovo di Nîmes, dove sembra abbia dimostrato tolleranza verso i protestanti più che benevolenza verso i poveri.

## Oratore e retore
Fu apprezzato ancora vivente per il suo talento oratorio, come Bourdaloue, Massillon e Bossuet. Scrisse D'Alembert a proposito delle sue orazioni funebri: «In ogni suo discorso l'oratore, pur elevandosi al di sopra dei suoi soggetti, sembra non uscirne mai; sa guardarsi dall'esagerazione, la quale, volendo ingrandire le piccole cose, le fa apparire ancora più piccole; rispetta sempre la verità, così spesso scandalosamente oltraggiata in questo genere di lavori e in lui non si vede menzogna, che assedia i grandi in vita, arrampicarsi ancora sulla loro tomba per infettare con un vile incenso le loro ceneri, e per celebrare le loro virtù davanti a un uditorio che non ha conosciuto che i loro vizi».

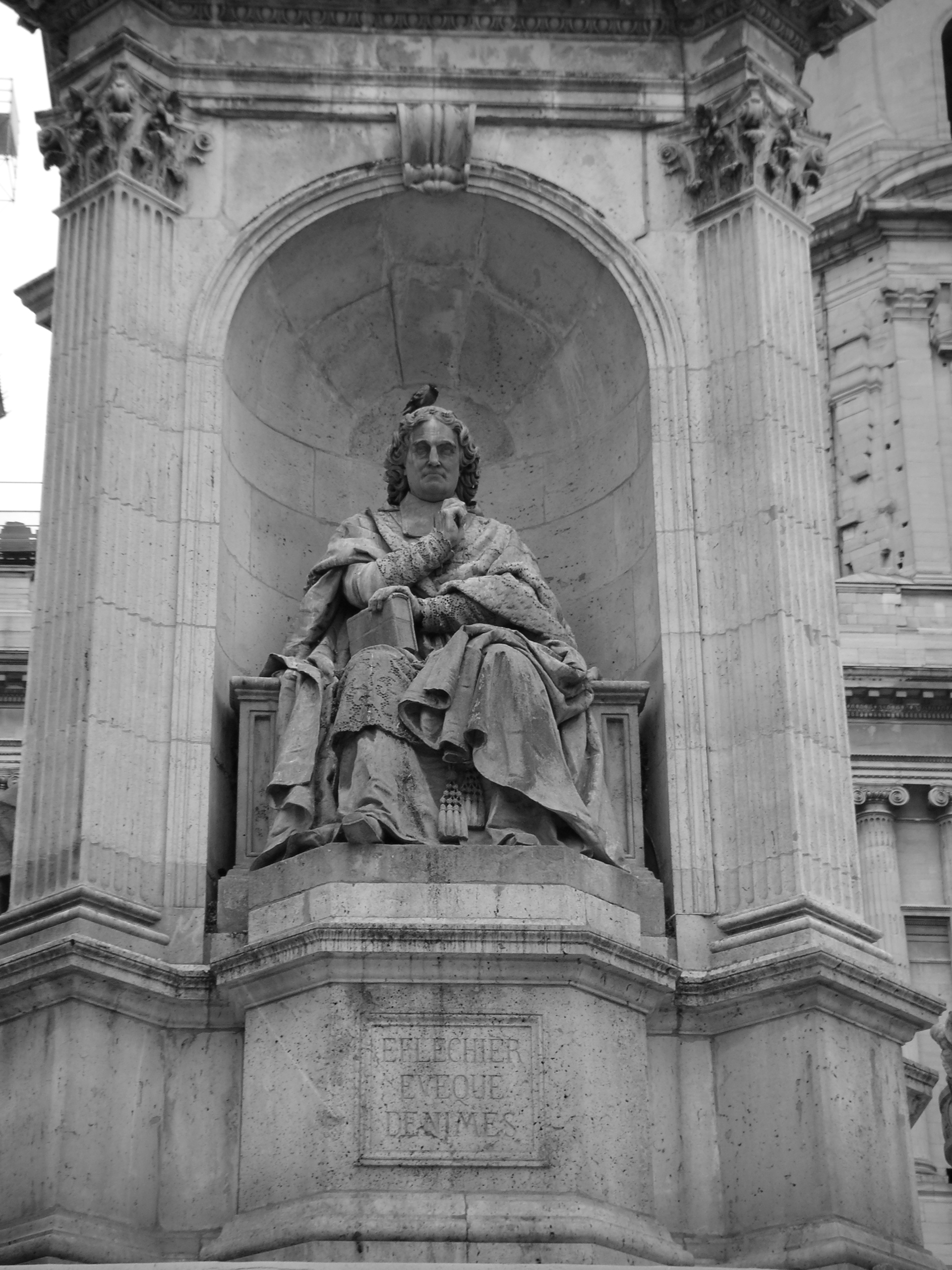
Monumento a Fléchier in piazza Saint-Sulpice a Parigi

A proposito della sua arte oratoria, Antoine Léonard Thomas scrisse che «Fléchier possiede ben più l'arte e il meccanismo dell'eloquenza che non il genio; non c'è alcuno di quei moti che annunciano che l'oratore è dimentico di se stesso e prende parte in quel che dice. Ma il suo stile, mai impetuoso e caldo, è sempre elegante; difettando la forza, c'è la correttezza e la grazia. Se gli mancano espressioni originali e se a volte una sola esprime una massa di idee, egli mantiene un colorito sempre uguale che dà valore alle piccole cose e non guasta le grandi; non stupisce quasi mai l'immaginazione ma la fissa: prende in prestito a volte la poesia, come Bossuet, ma utilizza più immagini, mentre Bossuet più movimento. Le sue idee hanno raramente altezza, ma son sempre giuste e a volte hanno quella finezza che risveglia lo spirito e l'esercita senza affaticarlo».
D'Alembert ricorda anche che quando Fléchier fu ricevuto all'Accademia il 12 gennaio 1673, lo stesso giorno di Racine e di Gallois, «vi parlò per primo e ottenne un così grande applauso che l'autore di Andromaca e di Britannico (Racine) disperò di ottenere lo stesso successo. Il grande poeta fu così intimidito e sconcertato in presenza di quel pubblico che tante volte l'aveva incoronato in teatro, che non fece che balbettare pronunciando il suo discorso; lo si ascoltò appena e tuttavia lo si giudicò come se si lo fosse sentito».

## Opere
- La vie du cardinal |Jean-François Commendon, oú l'on voit ses voyages, ambassades, legations & negotiations, dans les plus considerables cours des empereurs, rois, princes & republiques de l'Europe. Écrite en latin par Antoine Maria Gratiani, et traduite en françois par Monsieur Fléchier (1671)
- Histoire de Théodose le Grand, pour Monseigneur le Dauphin (1679)
- Histoire du Francisco Ximenez de Zisneros|cardinal Ximenès (1693)
- Panégyriques des saints et quelques sermons de morale (1695)
- Lettres choisies de Mr Fléchier, avec une Relation des fanatiques du Vivarez et des réflexions sur les différens caractères des hommes (2 voll., 1715); Grenoble 1997
- Œuvres complètes (10 voll., 1782)
- Voyage de Fléchier en Auvergne (1796)
- Oraison funèbres (2 voll., 1802).
- Œuvres complètes de Fléchier, classées pour la première fois, selon l'ordre logique et analogique (2 voll., 1856)
- Mémoires de Fléchier sur les grands jours tenus à Clermont en 1665-1666 (1844); Paris 1984

## Genealogia episcopale
La genealogia episcopale è:
- Arcivescovo Filippo Archinto
- Papa Pio IV
- Cardinale Giovanni Antonio Serbelloni
- Cardinale Carlo Borromeo
- Cardinale Gabriele Paleotti
- Cardinale Ludovico de Torres
- Cardinale Guido Bentivoglio d'Aragona
- Arcivescovo Claude de Rebé
- Vescovo François de Bosquet
- Cardinale Piero Bonsi
- Vescovo Esprit Fléchier